# Centaurea gracilenta
Centaurea gracilenta là một loài thực vật có hoa trong họ Cúc. Loài này được Velen. mô tả khoa học đầu tiên năm 1891.